# Wurzel (Mathematik)

Grafische Darstellung der Quadratwurzel-Funktion

Grafische Darstellung der Kubikwurzel-Funktion
Beispiel für Würfelverdoppelung

In doppeltlogarithmischer Auftragung werden die -ten Wurzeln zu Geraden.

In der Mathematik versteht man unter Wurzelziehen oder Radizieren die Bestimmung der Unbekannten {\displaystyle x} in der Potenz {\displaystyle a=x^{n}\,}. Hierbei ist {\displaystyle n} eine natürliche Zahl ungleich 0 und {\displaystyle a} eine nichtnegative reelle Zahl. Unter diesen Voraussetzungen gibt es immer genau ein solches {\displaystyle x}, das ebenfalls eine nichtnegative reelle Zahl ist. Dieses {\displaystyle x} ist dann das Ergebnis des Wurzelziehens und heißt Wurzel oder Radikal (von lat. radix „Wurzel“). Das Radizieren ist eine Umkehrung des Potenzierens. Im Fall {\displaystyle n=2} spricht man von Quadratwurzeln, bei {\displaystyle n=3} von Kubikwurzeln. Wurzeln werden mit Hilfe des Wurzelzeichens notiert, im Beispiel ist {\displaystyle x={\sqrt[{n}]{a}}} die Wurzel bzw. das Radikal.

## Definition, Sprech- und Schreibweisen
Ist {\displaystyle n\geq 1} eine natürliche Zahl und {\displaystyle a} eine nichtnegative reelle Zahl, so besitzt die Gleichung
{\displaystyle x^{n}=a}
genau eine nichtnegative reelle Lösung. Diese wird als {\displaystyle n}-te Wurzel aus {\displaystyle a} bezeichnet. Man schreibt dafür:
{\displaystyle x={\sqrt[{n\,}]{a}}}
Hierbei bezeichnet man
- {\displaystyle {\sqrt[{n\,}]{a}}} als Wurzel, Radikal oder Radix,
- {\displaystyle {\sqrt {\;\;}}} als Wurzelzeichen,
- {\displaystyle n} als Wurzelexponent,
- {\displaystyle a} als Radikand.[A 3][3]

Im Spezialfall {\displaystyle n=1} erhält man {\displaystyle {\sqrt[{1\,}]{a}}=a}.

### Quadrat- und Kubikwurzel
Üblicherweise wird die zweite Wurzel als Quadratwurzel oder einfach nur als die Wurzel bezeichnet und der Wurzelexponent weggelassen:
{\displaystyle {\sqrt {a}}={\sqrt[{2}]{a}}}
Die Wurzel mit dem Wurzelexponenten 3 (dritte Wurzel) bezeichnet man auch als Kubikwurzel.
Beispiel:
{\displaystyle {\sqrt[{3}]{8}}=2}
(Sprich: Die dritte Wurzel aus 8 ist 2. Oder: Die Kubikwurzel aus 8 ist 2.)

## Mathematische Grundlagen
Die folgende Beschreibung des Radizierens als einer rechtseindeutigen Wurzelfunktion bezieht sich auf den angeordneten Körper {\displaystyle \mathbb {R} } der reellen Zahlen, also gewissermaßen auf die Schulmathematik. Ein allgemeinerer Wurzelbegriff, der den hier beschriebenen umfasst, wird im Artikel Adjunktion (Algebra) behandelt.

### Zusammenhang mit Potenzen
Das Radizieren mit dem Wurzelexponenten {\displaystyle n} und das Potenzieren mit dem Exponenten {\displaystyle n} heben sich gegenseitig auf. 

Gemäß obenstehender Definition der Wurzel gilt für alle reellen Zahlen {\displaystyle a\geq 0} und für alle natürlichen Zahlen  {\displaystyle n\geq 1}:
{\displaystyle {\big (}{\sqrt[{n}]{a}}{\big )}^{n}=a} .
Das Radizieren mit dem Wurzelexponenten {\displaystyle n} wirkt wie das Potenzieren mit dem Exponenten {\textstyle {\frac {1}{n}}}.
Nach den Rechenregeln für Potenzen gilt nämlich:
{\displaystyle \left(a^{\frac {1}{n}}\right)^{n}=a^{\frac {n}{n}}=a^{1}=a} .
Daher kann das Radizieren mit dem Wurzelexponenten {\displaystyle n} auch als Potenzieren mit dem Exponenten {\textstyle {\frac {1}{n}}} interpretiert werden:
{\displaystyle {\sqrt[{n}]{a}}=a^{\frac {1}{n}}} .

### Eindeutigkeit von Wurzeln aus positiven Zahlen
Obwohl die eingangs genannte Fragestellung bei geradzahligen Wurzelexponenten und positiven Radikanden zwei Lösungen mit unterschiedlichen Vorzeichen besitzt, steht die Schreibweise mit dem Wurzelzeichen {\displaystyle {\sqrt[{}]{\color {White}1}}} grundsätzlich für die positive Lösung. Beispielsweise hat die Gleichung {\displaystyle x^{2}=4} die beiden Lösungen {\displaystyle x=+2}  und  {\displaystyle x=-2}. Der Term {\displaystyle {\sqrt[{2}]{4}}} hat jedoch den Wert +2 und nicht den Wert −2. Allgemein gilt daher für geradzahlige Wurzelexponenten
{\displaystyle {\sqrt[{2n}]{x^{2n}}}=|x|}, insbesondere {\displaystyle {\sqrt {x^{2}}}=|x|}.

### Wurzeln aus negativen Zahlen
Die Behandlung von Wurzeln aus negativen Zahlen ist nicht einheitlich. Es gilt beispielsweise
{\displaystyle (-2)^{3}=-8\,,}
und {\displaystyle -2} ist die einzige reelle Zahl, deren dritte Potenz {\displaystyle -8} ist. Allgemein ergeben sich für ungerade Potenzen negativer Zahlen wieder negative Zahlen.
Bezüglich der ungeraden Wurzeln aus negativen Zahlen werden folgende Positionen vertreten:
- Wurzeln aus negativen Zahlen sind generell nicht definiert. Beispielsweise ist {\displaystyle {\sqrt[{3}]{-8}}} also undefiniert. Die Lösung der Gleichung {\displaystyle x^{3}=-8} wird geschrieben als {\displaystyle x=-{\sqrt[{3}]{8}}}.
- Wurzeln aus negativen Zahlen sind definiert, wenn der Wurzelexponent eine ungerade Zahl ist (3, 5, 7, …). Für ungerade Zahlen {\displaystyle 2n+1} gilt generell

{\displaystyle {\sqrt[{2n\;\!\!+\;\!\!1}]{-a}}=-\,{\sqrt[{2n\;\!\!+\;\!\!1}]{\ a}}}.
Diese Festlegung ist mit manchen Eigenschaften der Wurzeln, die für positive Radikanden gelten, nicht vereinbar. Beispielsweise ist
{\displaystyle -2={\sqrt[{3}]{-8}}\neq {\sqrt[{6}]{(-8)^{2}}}={\sqrt[{6}]{64}}=+2.}
Auch funktioniert diese Festlegung nicht mit der Gleichung {\displaystyle {\sqrt[{k}]{a}}=a^{\frac {1}{k}}=\exp \left({\tfrac {1}{k}}\ln(a)\right)}, da der (natürliche) Logarithmus von negativen Zahlen nicht definiert ist ({\displaystyle a} darf also nicht negativ sein).
Wurzeln zu geraden Exponenten aus negativen Zahlen können keine reellen Zahlen sein, weil gerade Potenzen reeller Zahlen nie negativ sind. Es gibt keine reelle Zahl {\displaystyle x}, sodass {\displaystyle x^{2}=-1}, somit kann man auch keine Wurzel {\displaystyle x={\sqrt[{2}]{-1}}} finden, die in den reellen Zahlen liegt. Der Bedarf für Wurzeln aus negativen Zahlen führte zur Einführung der komplexen Zahlen; allerdings gibt es beim Wurzelbegriff im Bereich der komplexen Zahlen gewisse Schwierigkeiten mit der eindeutigen Auszeichnung einer der Wurzeln, siehe unten.

### Irrationale Wurzeln aus ganzen Zahlen
Ist {\displaystyle n} eine nichtnegative ganze Zahl und {\displaystyle k} eine positive ganze Zahl, so ist {\displaystyle {\sqrt[{k}]{n}}} entweder eine ganze oder eine irrationale Zahl. Das folgt aus der Eindeutigkeit der Primfaktorzerlegung:
Ist {\displaystyle n\leq 1}, so ist {\displaystyle {\sqrt[{k}]{n}}=n}, also eine ganze Zahl. Für {\displaystyle n>1} gibt es eine bis auf die Reihenfolge der Faktoren eindeutige Primfaktorzerlegung {\displaystyle n=p_{1}^{e_{1}}\dotsm p_{r}^{e_{r}}} mit paarweise verschiedenen Primzahlen {\displaystyle p_{1},\dotsc ,p_{r}} und positiven ganzen Exponenten {\displaystyle e_{1},\dotsc ,e_{r}}. Sind alle {\displaystyle e_{j}} für {\displaystyle 1\leq j\leq r} durch {\displaystyle k} teilbar, so ist {\displaystyle {\sqrt[{k}]{n}}=p_{1}^{e_{1}/k}\dotsm p_{r}^{e_{r}/k}}, also eine ganze Zahl.
Zu zeigen ist jetzt noch: Gibt es mindestens ein {\displaystyle j} mit {\displaystyle 1\leq j\leq r} so, dass {\displaystyle e_{j}} nicht durch {\displaystyle k} teilbar ist, so ist {\displaystyle {\sqrt[{k}]{n}}} irrational. Der Beweis für die Irrationalität erfolgt indirekt, also durch Widerlegen der gegenteiligen Annahme wie beim Beweis der Irrationalität der Wurzel aus 2 bei Euklid, der im Wesentlichen der Spezialfall {\displaystyle n=k=2} dieses Beweises ist.
Angenommen, {\displaystyle {\sqrt[{k}]{n}}} wäre rational. Dann könnte man die Zahl als Bruch zweier natürlicher Zahlen {\displaystyle a} und {\displaystyle b} schreiben:
{\displaystyle {\sqrt[{k}]{n}}={\frac {a}{b}}}.
Durch Potenzieren der Gleichung erhält man
{\displaystyle n={\frac {a^{k}}{b^{k}}}}
und daraus folgt
{\displaystyle nb^{k}=a^{k}}.
Der Primfaktor {\displaystyle p_{j}} kommt in {\displaystyle a^{k}} bzw. {\displaystyle b^{k}} jeweils {\displaystyle k}-mal so oft vor wie in {\displaystyle a} bzw. {\displaystyle b}, jedenfalls in einer durch {\displaystyle k} teilbaren Vielfachheit, wobei natürlich auch das 0-malige Auftreten zugelassen ist. In {\displaystyle n} kommt er voraussetzungsgemäß in der nicht durch {\displaystyle k} teilbaren Vielfachheit {\displaystyle e_{j}} vor. Also kommt er auf der linken Seite dieser Gleichung nicht in einer durch {\displaystyle k} teilbaren Vielfachheit vor, auf der rechten hingegen schon, und wir erhalten einen Widerspruch zur Eindeutigkeit der Primfaktorzerlegung. Daher ist {\displaystyle {\sqrt[{k}]{n}}} irrational.

### Die Wurzelgesetze
Die Rechenregeln für Wurzeln ergeben sich aus den Potenzengesetzen.
Für positive Zahlen {\displaystyle a} und {\displaystyle b} und {\displaystyle n,m,k\in \mathbb {N} } gelten die folgenden Rechengesetze:
- Produktregel: {\displaystyle {\sqrt[{n}]{a}}\cdot {\sqrt[{n}]{b}}={\sqrt[{n}]{a\cdot b}}}
- Quotientenregel: {\displaystyle {\frac {\sqrt[{n}]{a}}{\sqrt[{n}]{b}}}={\sqrt[{n}]{\frac {a}{b}}}}
- „Verschachtelungsregel“ oder Iterationsregel: {\displaystyle {\sqrt[{m}]{\sqrt[{n}]{a}}}={\sqrt[{m\cdot n}]{a}}}
- Definition für gebrochenen Exponenten: {\displaystyle a^{\frac {k}{n}}={\sqrt[{n}]{a^{k}}}=\left({\sqrt[{n}]{a}}\right)^{k}}
- Definition für negativen Exponenten: {\displaystyle a^{-{\frac {k}{n}}}={\frac {1}{a^{\frac {k}{n}}}}}
- Bei gleichem Radikand gilt: {\displaystyle {\sqrt[{m}]{a}}\cdot {\sqrt[{n}]{a}}=a^{{\frac {1}{m}}+{\frac {1}{n}}}={\sqrt[{mn}]{a^{m+n}}}}

Bei negativen Zahlen {\displaystyle a} und {\displaystyle b} dürfen diese Rechengesetze nur angewendet werden, wenn {\displaystyle m} und {\displaystyle n} ungerade Zahlen sind. Bei komplexen Zahlen sind sie gänzlich zu vermeiden,
bzw. gilt die Gleichheit nur bei geeigneter Wahl der Nebenwerte. Anders gesagt: werden in einem Beispiel auf der linken Seite irgendwelche Wurzeln (bspw. nur Hauptwerte) ausgewählt, so gibt es für die rechte Seite geeignete Nebenwerte, die die Gleichheit erfüllen – linke und rechte Seite unterscheiden sich um eine Einheitswurzel.

### Grenzwerte
Es gelten die folgenden Grenzwerte:
- {\displaystyle \lim _{n\rightarrow \infty }{\sqrt[{n}]{a}}=1} für {\displaystyle a>0}
- {\displaystyle \lim _{n\rightarrow \infty }{\sqrt[{n}]{n}}=1}

Dies folgt aus der Ungleichung {\displaystyle n<\left(1+{\sqrt[{2}]{\tfrac {2}{n}}}\right)^{n}}, die man mit Hilfe des binomischen Lehrsatzes zeigen kann.
- {\displaystyle \lim _{n\to \infty }{\sqrt[{n}]{n^{k}}}=1}, wobei {\displaystyle k} eine beliebige, aber feste natürliche Zahl ist.
- {\displaystyle \lim _{n\rightarrow \infty }{\frac {\ln(n)}{n}}=0},

wie aus der Exponentialdarstellung von {\displaystyle {\sqrt[{n}]{n}}} hervorgeht.

### Abschätzungen
Für alle {\displaystyle m,n\in \mathbb {N} } mit {\displaystyle m<n} gilt
{\displaystyle 1\leq {\sqrt[{n\,}]{m}}<{\sqrt[{n\,}]{n}}\leq {\sqrt[{3\,}]{3}}}.
In der rechten Ungleichung gilt Gleichheit genau dann, wenn {\displaystyle m=n=3}.
Beweis:
Zunächst sei {\displaystyle m=n}. Dann ist zu zeigen:
{\displaystyle {\sqrt[{n\,}]{n}}\leq {\sqrt[{3\,}]{3}}},
was gleichbedeutend ist mit
{\displaystyle n^{\frac {1}{n}}\leq 3^{\frac {1}{3}}} oder {\displaystyle n^{3}\leq 3^{n}}.
Der Beweis wird mit vollständiger Induktion geführt.
Offenbar gilt die Behauptung für {\displaystyle n=1,2,3}.
Annahme, für {\displaystyle n\geq 3} gelte {\displaystyle n^{3}\leq 3^{n}}. Dann gilt
{\displaystyle 3^{n+1}=3\cdot 3^{n}\geq 3n^{3}=n^{3}+3n^{2}+3n+(n-3)n^{2}+(n^{2}-3)n>n^{3}+3n^{2}+3n+1=(n+1)^{3}}.
Damit gilt für alle {\displaystyle m,n\in \mathbb {N} }
{\displaystyle {\sqrt[{n\,}]{n}}\leq {\sqrt[{3\,}]{3}}}.
Für {\displaystyle m<n} folgt hieraus wegen der strengen Monotonieeigenschaften der Potenzfunktionen
{\displaystyle 1\leq {\sqrt[{n\,}]{m}}<{\sqrt[{n\,}]{n}}\leq {\sqrt[{3\,}]{3}}}.

### Wurzelfunktionen
Funktionen der Form
{\displaystyle f\colon \mathbb {R} _{0}^{+}\to \mathbb {R} _{0}^{+},x\mapsto {\sqrt[{n}]{x}}} oder allgemeiner {\displaystyle x\mapsto {\sqrt[{n}]{x^{m}}}}
heißen Wurzelfunktionen. Sie sind Umkehrungen der Potenzfunktionen und selbst Potenzfunktionen, denn es gilt {\displaystyle {\sqrt[{n}]{x^{m}}}=x^{\frac {m}{n}}}.

## Berechnung
Wurzeln können durch schriftliches Wurzelziehen bestimmt werden. Dieses Verfahren ähnelt der schriftlichen Division und basiert auf den binomischen Formeln.

### Rückführung auf andere Funktionen
Höhere Wurzeln aus positiven Zahlen {\displaystyle x} kann man wie jede Potenz durch Exponentialfunktion und Logarithmus
ausdrücken:
{\displaystyle {\sqrt[{n}]{x}}=x^{1/n}=\exp \left({\frac {\ln(x)}{n}}\right)}

### Numerische Berechnung
Um einen Näherungswert für eine Wurzel zu erhalten, kann man mehrere Verfahren anwenden. Dazu gehört vor allem das Newtonverfahren, mit dem man iterativ zu einer gegebenen stetig differenzierbaren Funktion {\displaystyle f\colon \mathbb {R} \to \mathbb {R} } Näherungswerte zu Lösungen der Gleichung {\displaystyle f(x)=0} findet. Dazu wird beginnend mit einem Startwert {\displaystyle x_{0}} die Folge
{\displaystyle x_{i+1}=x_{i}-{\frac {f(x_{i})}{f'(x_{i})}}}
gebildet, die unter bestimmten Voraussetzungen gegen eine Nullstelle von {\displaystyle f} konvergiert. Nun ist {\displaystyle x={\sqrt[{n}]{a}}} eine Nullstelle der Funktion {\displaystyle f(x)=x^{n}-a}, so dass der Iterationsschritt die Gestalt
{\displaystyle x_{i+1}=x_{i}-{\frac {f(x_{i})}{f'(x_{i})}}=x_{i}-{\frac {x_{i}^{n}-a}{nx_{i}^{n-1}}}}
bekommt. Der Teilausdruck {\displaystyle \delta _{i}=(x_{i}^{n}-a)/nx_{i}^{n-1}} ist dabei die absolute Änderung der Näherung bei diesem Iterationsschritt, {\displaystyle \delta _{i}/x_{i}} die relative. Diese Werte werden am Ende des Schrittes mit der absoluten (bei Festkommarechnung) bzw. relativen (bei Gleitkommarechnung) Fehlerschranke verglichen, um zu entscheiden, ob die benötigte Genauigkeit schon erreicht wurde.
In den Spezialfällen {\displaystyle n=2} (Quadratwurzel) und {\displaystyle n=3} (Kubikwurzel) lauten diese Formeln dann:
{\displaystyle x_{i+1}=x_{i}-{\frac {x_{i}^{2}-a}{2x_{i}}}} für {\displaystyle n=2}  und  {\displaystyle x_{i+1}=x_{i}-{\frac {x_{i}^{3}-a}{3x_{i}^{2}}}} für {\displaystyle n=3}.
Das Verfahren konvergiert für alle Startwerte {\displaystyle x_{0}>0}, wobei Startwerte, die Größenordnungen unter der Wurzel liegen, vermieden werden sollten. Liegt {\displaystyle a} als Gleitkommazahl vor, kann man einfach den Gleitkommaexponenten {\displaystyle s} durch {\displaystyle \lceil {\tfrac {s}{n}}\rceil } ersetzen.
Das Newtonverfahren zur numerischen Approximation der Wurzel erweitert das Heron-Verfahren auf höhere Grade und lässt sich wie folgt geometrisch interpretieren. Beim Heron-Verfahren wird von einem Schätzwert für den Wert der gesuchten Quadratwurzel als erster Rechteckseite ausgegangen und daraus eine zweite Seite ermittelt, die ein zum Radikanden flächengleiches Rechteck liefert. Als nächster Schätzwert wird dann iterativ der Mittelwert der beiden Seiten genommen, der näher am Ergebnis liegt. Für die Übertragung auf allgemeine Grade {\displaystyle n} kann man den nächsten Iterationswert
{\displaystyle x_{i+1}:=x_{i}-{\frac {x_{i}^{n}-a}{nx_{i}^{n-1}}}={\frac {(n-1)x_{i}+{\frac {a}{x_{i}^{n-1}}}}{n}}}
als gewichteten Mittelwert von {\displaystyle x_{i}} und {\displaystyle H={\tfrac {a}{x_{i}^{n-1}}}} auffassen mit {\displaystyle H} als der „Höhe“ des {\displaystyle n}-dimensionalen senkrechten Prismas des Volumens {\displaystyle a} über dem {\displaystyle (n-1)}-dimensionalen Kubus {\displaystyle x_{i}^{n-1}}. Der Iterationswert ist somit der arithmetische Mittelwert aller n orthogonalen (davon n-1 gleich langen) Kanten des Prismas.

### Methode der „Rechenkünstler“
Man kann, wie es Rechenkünstler machen, eine Wurzel auch durch Abschätzung und Anwendung elementarer Zahlentheorie bestimmen, sofern bekannt ist, dass die Wurzel eine natürliche Zahl ist. Das lässt sich besonders gut am Beispiel der dritten Wurzel zeigen. Dazu muss man zwei Dinge wissen, nämlich die Größenordnung der Kubikzahlen, und die letzte Ziffer der Zahl:
| 1     | 1  |
| 8     | 2  |
| 27    | 3  |
| 64    | 4  |
| 125   | 5  |
| 216   | 6  |
| 343   | 7  |
| 512   | 8  |
| 729   | 9  |
| 1.000 | 10 |

| 1.000     | 10  |
| 8.000     | 20  |
| 27.000    | 30  |
| 64.000    | 40  |
| 125.000   | 50  |
| 216.000   | 60  |
| 343.000   | 70  |
| 512.000   | 80  |
| 729.000   | 90  |
| 1.000.000 | 100 |

Beispiele:
- Die dritte Wurzel von 103.823:
 Die Zahl liegt zwischen 64.000 und 125.000, deshalb muss die Zehnerstelle der dritten Wurzel 4 sein. Die letzte Ziffer der Zahl ist eine 3, demnach ist die dritte Wurzel von 103.823 abgeschätzt 47.
- Die dritte Wurzel von 12.167:
 Die Zahl liegt zwischen 8.000 und 27.000, deshalb muss die Zehnerstelle der dritten Wurzel 2 sein. Die letzte Ziffer der Zahl ist eine 7, demnach ist die dritte Wurzel von 12.167 abgeschätzt 23.

Das Ganze funktioniert aber nur dann, wenn sichergestellt ist, dass es sich bei der vorgegebenen Zahl um die dritte Potenz einer natürlichen Zahl handelt.
Bei den Aufgaben der Rechenkünstler geht es natürlich um viel höhere Potenzen mehrstelliger Zahlen – zum Beispiel die Berechnung der 25. Wurzel aus 880.794.982.218.444.893.023.439.794.626.120.190.780.624.990.275.329.063.400.179.824.681.489.784.873.773.249 (Lösung: 1729) und extremere Aufgaben.

## Wurzeln aus komplexen Zahlen

Die fünf fünften Wurzeln aus 1 + i√3 = 2 · e^{π · i/3}

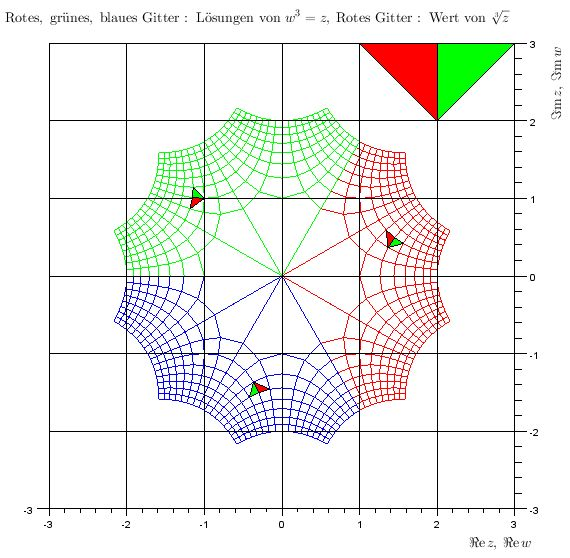
Die drei Lösungen der Gleichung in der komplexen -Ebene (rotes, grünes, blaues Gitter). Das rote Netz bildet außerdem die Funktion ab. Das große farbige -Dreieck und seine drei -Bilder dienen als Orientierungshilfe.

Die komplexen Zahlen {\displaystyle \mathbb {C} } werden definiert durch die Adjunktion {\displaystyle \mathbb {C} :=\mathbb {R} (\mathrm {i} )} der Lösung (Wurzel) {\displaystyle \mathrm {i} :={\sqrt {-1}}} der Gleichung {\displaystyle \mathrm {i} ^{2}=-1} zu den reellen Zahlen {\displaystyle \mathbb {R} }. Fasst man die komplexen Zahlen als Ebene {\displaystyle \mathbb {R} \times \mathbb {R} } auf, in der die reellen Zahlen als eine ausgezeichnete Gerade {\displaystyle \mathbb {R} \times \{0\}} die Ebene in zwei Halbebenen teilt und die positiven Zahlen sich rechts befinden, dann wird die Zahl {\displaystyle \mathrm {i} } in die obere und {\displaystyle -\mathrm {i} } in die untere Halbebene platziert. Gleichzeitig mit dieser Orientierung wird der Nullpunkt {\displaystyle (0,0)} durch die Funktion {\displaystyle \mathrm {e} ^{\mathrm {i} \varphi }} für wachsendes reelles {\displaystyle \varphi } im mathematisch positiven Sinn (also entgegen dem Uhrzeigersinn) umlaufen, so dass {\displaystyle \scriptstyle \mathrm {e} ^{\pm {\frac {\pi }{2}}\mathrm {i} }=\pm \mathrm {i} } ist. Mit dieser Maßgabe lassen sich inhärent mehrdeutige Wurzeln im Komplexen auf eindeutige Real- und Imaginärteile (Hauptwerte) festlegen.
Gleichwohl ist bei der Anwendung der Wurzelgesetze die dort erwähnte Sorgfalt zu beachten.
Als die {\displaystyle n}-ten Wurzeln einer komplexen Zahl {\displaystyle a\in \mathbb {C} } bezeichnet man die Lösungen der Gleichung
{\displaystyle z^{n}=a}.
Ist {\displaystyle a\neq 0} in der Exponentialform {\displaystyle a=|a|\,\mathrm {e} ^{\mathrm {i} \varphi }} dargestellt, so sind die {\displaystyle n}-ten Wurzeln aus {\displaystyle a} genau die {\displaystyle n} komplexen Zahlen
{\displaystyle z_{k}={\sqrt[{n}]{|a|}}\cdot \exp \left({\frac {\mathrm {i} \varphi }{n}}+k\cdot {\frac {2\pi \mathrm {i} }{n}}\right)\quad (k=0,1,\dots ,n-1)}
(siehe auch Formel von de Moivre.)
Der Sonderfall {\displaystyle a=1} wird als {\displaystyle n}-te Kreisteilungsgleichung bezeichnet, die Lösungen als {\displaystyle n}-te Einheitswurzeln. Die Bezeichnung „Kreisteilungsgleichung“ erklärt sich, wenn man ihre Lösungen in der Gaußschen Ebene betrachtet: die {\displaystyle n}-ten Einheitswurzeln teilen den Kreis mit dem Radius {\displaystyle 1} und dem Koordinatenursprung als Mittelpunkt in {\displaystyle n} gleiche Teile, sie bilden die Eckpunkte eines in den Kreis einbeschriebenen regulären {\displaystyle n}-Ecks.
Anders als bei reellen Zahlen kann man nicht so einfach eine der Wurzeln als die Wurzel auszeichnen; dort wählt man die einzige nichtnegative Wurzel. Man kann jedoch eine (holomorphe) {\displaystyle n}-te Wurzelfunktion für komplexe Zahlen, die keine nichtpositiven reellen Zahlen sind, über den Hauptzweig des komplexen Logarithmus definieren:
{\displaystyle z^{1/n}=\exp {\frac {\ln z}{n}}\quad (z\in \mathbb {C} \setminus \{x\in \mathbb {R} \mid x\leq 0\})}
Die so ausgezeichnete Wurzel bezeichnet man auch als Hauptwert, die anderen als Nebenwerte.
Man kann den Logarithmus auch (unstetig) auf die negative reelle Achse fortsetzen, es gilt dann aber mit der so definierten Wurzelfunktion beispielsweise {\displaystyle {\sqrt[{3}]{-8}}=2\,\exp {{\bigl (}\mathrm {i} \,{\tfrac {\pi }{3}}{\bigr )}}=1+\mathrm {i} {\sqrt {3}}} und nicht {\displaystyle =-2}.
Dies lässt sich vermeiden mit der Auszeichnung derjenigen Wurzel unter allen, deren Argument {\displaystyle \arg({\sqrt[{n}]{z}})} modulo {\displaystyle \pi } den absolut kleinsten Rest liefert. Bei Gleichheit zweier Werte ist dann der in der rechten (positiver Realteil) und der in der oberen Halbebene (positiver Imaginärteil) auszuwählen. Diese Regel ist mit den oben aufgestellten Regeln für reelle Radikanden voll kompatibel. Einige Beispiele:
{\displaystyle {\sqrt[{2}]{-1}}=+\mathrm {i} \qquad \qquad {\sqrt[{3}]{-1}}=-1\qquad \qquad {\sqrt[{4}]{-1}}={\frac {{\sqrt {2}}+\mathrm {i} {\sqrt {2}}}{2}}}
Als weiteres Beispiel sei {\displaystyle {\sqrt[{3}]{-\mathrm {i} }}} angegeben:
| Obwohl        |  | {\displaystyle \mathrm {i} ^{3}=-\mathrm {i} }           | und                   | {\displaystyle {\biggl (}{\frac {{\sqrt {3}}-\mathrm {i} }{2}}{\biggr )}^{3}=-\mathrm {i} }        | und                     | {\displaystyle {\biggl (}{\frac {-{\sqrt {3}}-\mathrm {i} }{2}}{\biggr )}^{3}=-\mathrm {i} ,}         |                                                            |
| ist           |  | {\displaystyle \mathrm {i} }                             | {\displaystyle \neq } | {\displaystyle {\sqrt[{3}]{-\mathrm {i} }}={\frac {{\sqrt {3}}-\mathrm {i} }{2}}}                  | {\displaystyle \neq }   | {\displaystyle {\frac {-{\sqrt {3}}-\mathrm {i} }{2}}}                                                | mit den absoluten Resten {\displaystyle {\text{mod }}\pi } |
| des Arguments |  | {\displaystyle \|\arg(\mathrm {i} )\|={\frac {\pi }{2}}} | {\displaystyle >}     | {\displaystyle {\biggl \|}\arg {\frac {{\sqrt {3}}-\mathrm {i} }{2}}{\biggr \|}={\frac {\pi }{6}}} | {\displaystyle \equiv } | {\displaystyle {\frac {\pi }{6}}-\pi =\arg {\frac {-{\sqrt {3}}-\mathrm {i} }{2}}{\text{ mod }}\pi ,} |                                                            |
weil die mittlere Wurzel {\displaystyle {\frac {{\sqrt {3}}-\mathrm {i} }{2}}} bei dem gleichen absoluten Rest {\displaystyle {\text{mod }}\pi } einen positiven Realteil hat.
Außerdem bleiben bei dieser Definition die Wurzelgesetze für viele Wurzelexponenten auch bei komplexen Radikanden erhalten, solange für die so ausgewählten Wurzeln die Summen der Reste modulo {\displaystyle \pi } der Argumentwerte absolut unterhalb {\displaystyle {\tfrac {\pi }{2}}} bleiben.